# JPEG
A JPEG – (Joint Photographic Experts Group) képek tárolására alkalmas fájlformátum. Kiterjesztéseként a .jpeg, .jpg, ritkábban a .jpe használt. A JPEG normát 1992-ben fogadták el, ami különböző képtömörítési módokat ír le.
A képen lévő információt veszteségesen tömöríti ez a formátum. A szabvány által leírt veszteségmentes tömörítést nem használják. Bár a tömörítés információveszteséggel jár, akár 10-100× kisebb fájlméret mellett is élvezhető a tömörített kép. Elsősorban fényképek, rajzok tárolására való. Grafikonok és egyéb hirtelen színátmenetű ábrák tárolására veszteségmentes tömörítésű formátum való (például PNG, GIF).
A módszer különböző színmélységeket tud kezelni, továbbá használható szekvenciális és progresszív módban is. Az előbbi soronként dolgozik, az utóbbi először a durva formákat, majd a finomabb részleteket rajzolja ki. 
A JPEG-ben nem képpontokat tárolnak le, hanem a képet transzformálják a frekvencia-tartományba a DCT-vel (diszkrét cosinus transzformáció).
A JPEG napjainkban az egyik leginkább elterjedt képformátum. Továbbfejlesztése a JPEG2000, mely a DCT (diszkrét cosinus transzformáció) helyett Wavelet transzformációt használ. Ez a 8×8 pixeles elemi blokkok határán jelent nagy könnyebbséget.
A szabvány csak a tömörítési eljárást írja le, de nem határozza meg azok tárolási módját. A JPEG képeket JFIF (JPEG File Interchange Format) formátumban tárolják. A SPIFF és a JNG képek szintén JPEG tömörítéssel készülnek, de máshogy tárolják őket.

## Áttekintés
Az ISO/IEC 10918-1 JPEG szabvány a következő módokat definiálja:
| Szekvenciális (Sequential) | Szekvenciális (Sequential) | Szekvenciális (Sequential) | Szekvenciális (Sequential) | Progresszív (Progressive) | Progresszív (Progressive) | Progresszív (Progressive) | Progresszív (Progressive) | Veszteségmentes (Lossless) | Hierarchikus (Hierarchical) |
| Huffman-kódolás            | Huffman-kódolás            | Aritmetikai kódolás        | Aritmetikai kódolás        | Huffman-kódolás           | Huffman-kódolás           | Aritmetikai kódolás       | Aritmetikai kódolás       | Veszteségmentes (Lossless) | Hierarchikus (Hierarchical) |
| 8 bit                      | 12 bit                     | 8 bit                      | 12 bit                     | 8 bit                     | 12 bit                    | 8 bit                     | 12 bit                    | Veszteségmentes (Lossless) | Hierarchikus (Hierarchical) |

Ezek közül csak a 8 bites, Huffman-kódolású változatok használatosak.
A JPEG-LS javított, veszteségmentes módszert egy másik szabvány definiálja. A fekete-fehér képeket a JBIG eljárással is lehet tömöríteni.
A JPEG és a JPEG-LS formátumokat a következő szabványok rögzítik:
| JPEG (veszteséges és veszteségmentes): |  | ITU-T T.81 (PDF; 1,1 MB), ISO/IEC IS 10918-1 |
| JPEG (bővítések):                      |  | ITU-T T.84                                   |
| JPEG-LS (veszteségmentes, javított):   |  | ITU-T T.87 , ISO/IEC IS 14495-1              |

A JPEG szabvány hivatalos címe: Information technology – Digital compression and coding of continuous-tone still images: Requirements and guidelines. Itt a joint a következők együttműködésére utal: ITU, IEC és ISO.

## A tömörítés
A JPEG-norma 41 különböző alformátumot ír le, amelyek közül többnyire csak egyet használnak.
A kép feldolgozása több lépcsős, amelyek közül négy veszteséges:
- A színtér átszámítása az RGB színtérből YCbCr színtérbe a CCIR 601 szerint (veszteséges)
- A Cb és Cr színkomponensek szűrése és letapogatása (veszteséges)
- Felosztás 8x8-as blokkokra és a blokkok diszkrét koszinusz transzformációja (kerekítési hibák miatt veszteséges)
- Kvantálás (veszteséges)
- Átrendezés
- Entrópiakódolás

A veszteséget az emberi szem egészen 1,5–2 bit/pixel adatmennyiségig nem látja; 0,3 bit/pixel alatt a kép használhatatlan, mivel a tömörítési eljárás során olyan mintázatok kerülnek rá, amelyek eredetileg nem voltak rajta: blokkok képződnek, olyan színek jelennek meg, amelyek nem voltak ott, a színek elmosódnak, a kép szürkül. A JPEG 2000-nél ezek a jelenségek lényegesen ritkábban jelentkeznek.
Ha a forrásfájl 24-bit-RGB fájl, akkor a 12 - 15-szörös tömörítés szemre veszteségmentes, 35-ig még jó kép. Ezek a számok azonban függnek magától a képtől is. Ha az sok apró részletet tartalmaz, akkor az csökkenti az élvezhető tömörítés arányát.
A veszteségmentes módszer máshogy működik, prediktív kódon és entrópiakódoláson alapul.

### A színtér transzformációja

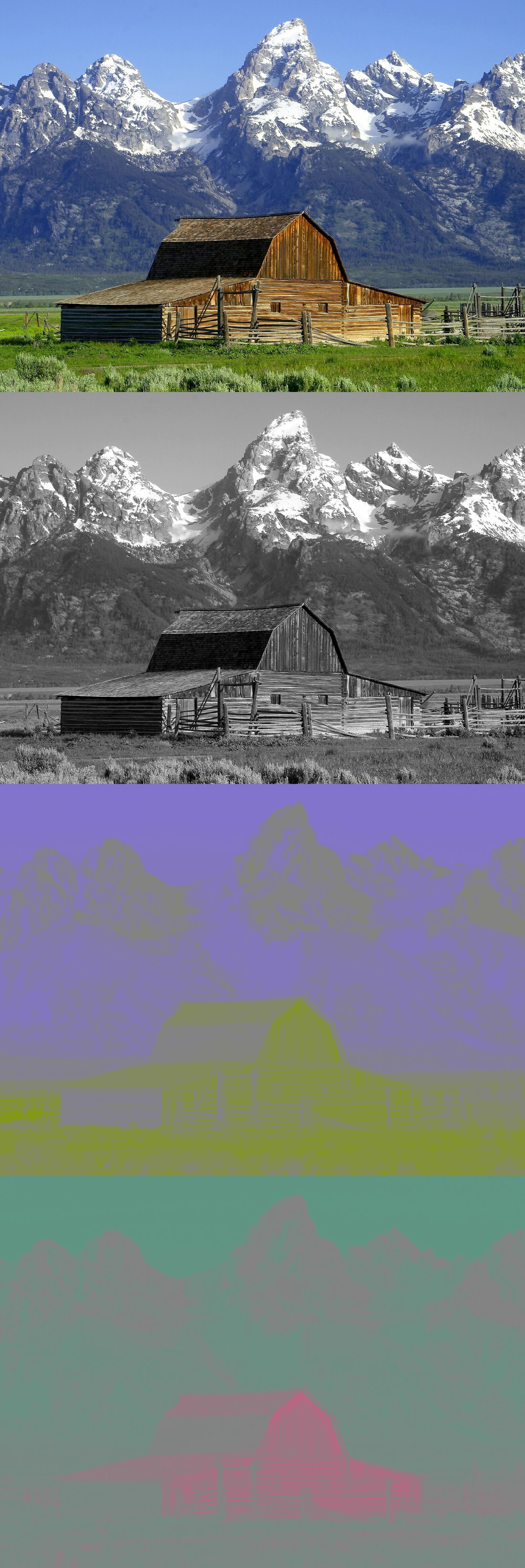
Fent az eredeti színes kép, alatta rendre az Y, Cb és Cr komponensek. A színkomponenseken látható gyenge kontraszt mutatja, hogy miért csökkenthető ezek felbontása

A kiindulási RGB képet az YCbCr színtérbe transzformálják, Alapvetően az YPbPr sémát használják a CCIR 601 szerint:
{\displaystyle {\begin{bmatrix}Y'\\Pb\\Pr\end{bmatrix}}\approx {\begin{bmatrix}0{,}299&0{,}587&0{,}114\\-0{,}168736&-0{,}331264&0{,}5\\0{,}5&-0{,}418688&-0{,}081312\end{bmatrix}}\cdot {\begin{bmatrix}R'\\G'\\B'\end{bmatrix}}}
Mivel az R′G′B′ értékeknek 8 bites számokként az {0, 1, …, 255} tartományba kell esniük, ezért normálni kell őket. Így keletkeznek az Y′ (luminance), Cb (color blueness) és Cr (color redness) komponensek:
{\displaystyle {\begin{bmatrix}Y'\\Cb\\Cr\end{bmatrix}}\approx {\begin{bmatrix}0\\128\\128\end{bmatrix}}+{\begin{bmatrix}0{,}299&0{,}587&0{,}114\\-0{,}168736&-0{,}331264&0{,}5\\0{,}5&-0{,}418688&-0{,}081312\end{bmatrix}}\cdot {\begin{bmatrix}R'_{d}\\G'_{d}\\B'_{d}\end{bmatrix}}}
Ezzel a komponensek az {0, 1, …, 255} értéktartományba kerülnek.
A veszteségek részben kerekítési hibák, részben abból származnak, hogy a Cb és a Cr értékeket csak minden második pixelre számítják ki.

### A színkülönbségi jelek mélységi szűrése
Többnyire a Cb és Cr értékeket csökkentett felbontással mentik el. A mélységi szűrés legegyszerűbb módja a középértékek számítása.
A letapogatást többnyire vízszintesen és függőlegesen is elvégzik, amelyek rendre a felére csökkentik az információmennyiséget, így az a negyedére csökken. Ezzel azt használják ki, hogy az ember színlátásának a felbontása kisebb, mint a kontrasztok látásáé.

### Blokképzés és diszkrét koszinusztranszformáció

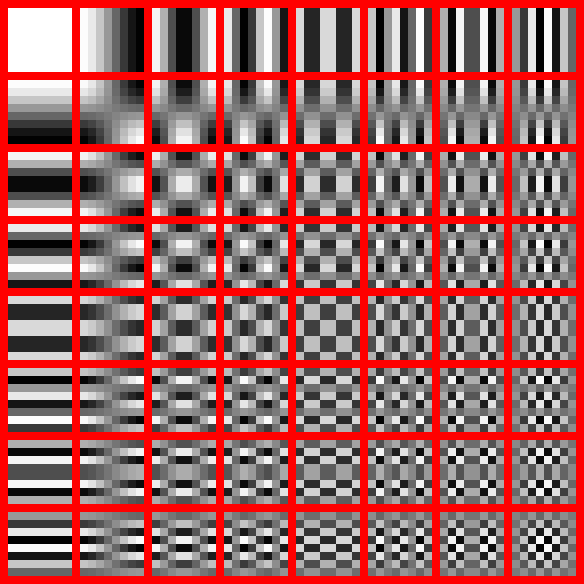
A 8x8-as blokkokat ezeknek a blokkoknak a lineáris kombinációjaként állítják elő

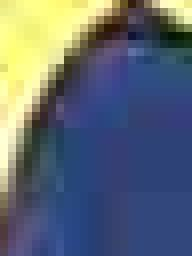
JPEG kép részlete kinagyítva. A kis kockák nem pixelek, hanem 8x8-as blokkok

A kép minden komponensét 8x8-as blokkokba osztják. Ezeket két dimenziós diszkrét koszinusz transzformációval transzformálják:
{\displaystyle F_{xy}={1 \over 4}C_{x}C_{y}\sum _{m=0}^{7}\sum _{n=0}^{7}f_{mn}\cos {\frac {(2m+1)x\pi }{16}}\cos {\frac {(2n+1)y\pi }{16}}}
ahol
{\displaystyle C_{x},C_{y}={\begin{cases}{1 \over {\sqrt {2}}}&{\text{ha }}x,y=0\\1&{\text{különben }}\end{cases}}}
Ez a transzformáció a gyors Fourier-transzformációval hatékonyan implementálható. A DCT ortogonális transzformáció energiatömörítése jó, és invertálható is, inverze az IDCT. Ez a lépés elvben veszteségmentes, csak arra szolgál, hogy a további lépésekhez kedvező alakba hozza az adatokat.

### Kvantálás
Ahogy a legtöbb veszteséges képtömörítési eljárásnál, úgy a tulajdonképpeni tömörítést kvantálással végzik. Ehhez a DCT együtthatókat osztják a kvantálási mátrix elemeivel, majd veszik az alsó egészrészét:
{\displaystyle F^{Q}(x,y)=\left\lfloor {\frac {F(x,y)}{Q(x,y)}}\right\rfloor }
A kvantálási mátrix felel a megadott minőségért és a tömörítési arányért. Ez a mátrix a JPEG fájl fejlécében is szerepel DQT-markerként.
A kvantálási mátrix optimális esetben megfelel az emberi szem jellegzetességeinek. Mivel a durvább szerkezetekre érzékenyebb, ezért ezekre a kvantálási mátrixban kisebb számok szerepelnek.
Példa a kvantálási mátrixra és alkalmazása a 8x8-as blokkok DCT együtthatóira:
{\displaystyle {\begin{alignedat}{2}Q&={\begin{bmatrix}10&15&25&37&51&66&82&100\\15&19&28&39&52&67&83&101\\25&28&35&45&58&72&88&105\\37&39&45&54&66&79&94&111\\51&52&58&66&76&89&103&119\\66&67&72&79&89&101&114&130\\82&83&88&94&103&114&127&142\\100&101&105&111&119&130&142&156\end{bmatrix}}\\F&={\begin{bmatrix}782{,}91&44{,}93&172{,}52&-35{,}28&-20{,}58&35{,}93&2{,}88&-3{,}85\\-122{,}35&-75{,}46&-7{,}52&55{,}00&30{,}72&-17{,}73&8{,}29&1{,}97\\-2{,}99&-32{,}77&-57{,}18&-30{,}07&1{,}76&17{,}63&12{,}23&-13{,}57\\-7{,}98&0{,}66&2{,}41&-21{,}28&-31{,}07&-17{,}20&-9{,}68&16{,}94\\3{,}87&7{,}07&0{,}56&5{,}13&-2{,}47&-15{,}09&-17{,}70&-3{,}76\\-3{,}77&0{,}80&-1{,}46&-3{,}50&1{,}48&4{,}13&-6{,}32&-18{,}47\\1{,}78&3{,}28&4{,}63&3{,}27&2{,}39&-2{,}31&5{,}21&11{,}77\\-1{,}75&0{,}43&-2{,}72&-3{,}05&3{,}95&-1{,}83&1{,}98&3{,}87\end{bmatrix}}\\F^{Q}&={\begin{bmatrix}78&3&7&-1&0&1&0&0\\-8&-4&0&1&1&0&0&0\\0&-1&-2&-1&0&0&0&0\\0&0&0&0&0&0&0&0\\0&0&0&0&0&0&0&0\\0&0&0&0&0&0&0&0\\0&0&0&0&0&0&0&0\\0&0&0&0&0&0&0&0\end{bmatrix}}\end{alignedat}}}

### Átrendezés és különbségi kódolás

A JPEG képkomponensek cikcakkos sorrendje

A diszkrét koszinusztranszformáció 64 együtthatóját frekvencia szerint rendezik. Így cikcakk alakban járják be őket, a 0 frekvenciájú résszel kezdve. Az egyenáram angol neve (direct current) alapján DC-nek is nevezik, és a közepes világosságot kódolja. Többnyire a nagy együtthatójú elemek kerülnek előre, és őket követik a kis együtthatós elemek. Ez optimalizálja a bemenetet a következő futamhossz alapú kódoláshoz. A sorrend számokkal így néz ki:
```
 1  2  6  7 15 16 28 29
 3  5  8 14 17 27 30 43
 4  9 13 18 26 31 42 44
10 12 19 25 32 41 45 54
11 20 24 33 40 46 53 55
21 23 34 39 47 52 56 61
22 35 38 48 51 57 60 62
36 37 49 50 58 59 63 64
```

Az első elemet a balszomszéd blokkhoz igazítják, így figyelembe veszik a szomszédok közötti kapcsolatot is.
A fenti példa átrendezés után a következő együtthatókat adja:
```
119  …
 78   3  -8  0 -4  7 -1  0 -1  0  0  0 -2  1  0  1  1 -1 0 …
102   5  -5  0  3 -4  2 -1  0  0  0  0  1  1 -1  0  0 -1 0 0 0 0 0 0 0 1 0 …
 75 -19   2 -1  0 -1  1 -1  0  0  0  0  0  0  1 …
132  -3  -1 -1 -1  0  0  0 -1  0 …
```

Az első együttható különbségi kódolásának eredménye:
```
-41   3  -8  0 -4  7 -1  0 -1  0  0  0 -2  1  0  1  1 -1 0 …
 24   5  -5  0  3 -4  2 -1  0  0  0  0  1  1 -1  0  0 -1 0 0 0 0 0 0 0 1 0 …
-27 -19   2 -1  0 -1  1 -1  0  0  0  0  0  0  1 …
 57  -3  -1 -1 -1  0  0  0 -1  0 …
```

A kép kevésbé részletgazdag területein az együtthatók így is kinézhetnek:
```
 35 -2  0 0 0 1 0 …
  4  0  1 0 …
  0  0  2 0 1 0 …
-13  0 -1 …
  8  1  0 …
 -2  0 …
```

Ezek a területek jobban leírhatók, mint a részletgazdag területek. A futamhossz kódolás is jobban tömöríti ezeket a régiókat.
Az együtthatók cikcakkos elrendezése szabadalmi oltalom alatt állt Európában és Észak-Amerikában is. 2002-ben kiderült, hogy a védett eljárást már korábban alkalmazták, úgyhogy a szabadalmi védelem nem tartható fenn. A szabadalmak időközben lejártak.

### Entrópiakódolás
Az entrópiakódoláshoz általában Huffman-kódolást használnak. A JPEG szabvány megengedi az aritmetikai kódolást is. Habár ez 10-15%-kal kisebb képet készít, ritkán használják, mivel lassítja a tömörítést, és szabadalmi oltalom alatt is áll.

## Dekódolás
A kitömörítés a tömörítés inverz műveleteit hajtja végre fordított sorrendben:
- Entrópia dekódolás
- Átrendezés
- Újrakvantálás
- Inverz diszkrét koszinusztranszformáció
- Az U és V színkülönbségjelek letapogatása és mélységi szűrése
- Áttérés a YCbCr színtérből a célszíntérbe (többnyire RGB)

A kitömörítés veszteségmentes, de mivel a tömörítés veszteséges volt, ezért nem lehet egyértelműen rekonstruálni az eredeti képet. A tömörítés és a kitömörítés együttese veszteséges, amit a folytatólagos tömörítés és kitömörítés párosok folyamán felhalmozódó hibák mutatnak.
Ha a kvantálási mátrix ugyanaz marad, és a blokkhatárok sem változnak, akkor a folytatólagos műveletek által felhalmozódó veszteség viszonylag kicsi. Hogyha ezek a feltételek teljesülnek, akkor elhanyagolhatók. A JPEG-2000 már másként viselkedik, ott a blokkok átfedik egymást, emiatt a veszteségek a jelen számítási teljesítmények mellett nem válnak elhanyagolhatóvá, viszont csak sokkal később jelennek meg, mint a hagyományos JPEG változó blokkhatárainak esetén.

### Inverz diszkrét koszinusztranszformáció
A DCT invertálható, inverze az IDCT:
{\displaystyle f_{xy}={1 \over 4}\sum _{m=0}^{7}\sum _{n=0}^{7}C_{m}C_{n}F_{mn}\cos \left[{\frac {(2x+1)m\pi }{16}}\right]\cos \left[{\frac {(2y+1)n\pi }{16}}\right]}
a DCT-ben használt {\displaystyle C_{k}} együtthatókkal.

### A színtér átszámítása
Az YCbCr színtérből az RGB színtérbe az inverz mátrixszal lehet visszatérni:
{\displaystyle {\begin{bmatrix}R'\\G'\\B'\end{bmatrix}}={\begin{bmatrix}1&0&1{,}402\\1&-0{,}344136&-0{,}714136\\1&1{,}772&0\end{bmatrix}}\cdot {\begin{bmatrix}Y'\\Pb\\Pr\end{bmatrix}}}
ahol:
{\displaystyle {\begin{bmatrix}Y'\\Pb\\Pr\end{bmatrix}}={\begin{bmatrix}Y'\\Cb\\Cr\end{bmatrix}}-{\begin{bmatrix}0\\128\\128\end{bmatrix}}}

## Progresszív JPEG
A JPEG fájl együtthatókat tartalmaz, amelyek nem egyes pixeleket írnak le, hanem egy 8*8-as blokk teljes tartalmának közelítését. A progresszív JPEG képben rendre először a blokkok első együtthatóit írják le, majd a második együtthatók következnek, és így tovább, a minőségtől függően. Így a kép egyre részletesebben rajzolódik ki a kitömörítés folyamán.
A progresszív JPEG a progresszív GIF-hez hasonlóan előnézetet ad; ez fontos lehet, ha csak az előnézetre van szükség, vagy ha a kitömörítés lassú, és legalább fél másodpercig tart. Ennek ellenére a nagyobb képeket általában normál JPEG módban tömörítik.

## A JPEG képek utólagos feldolgozása

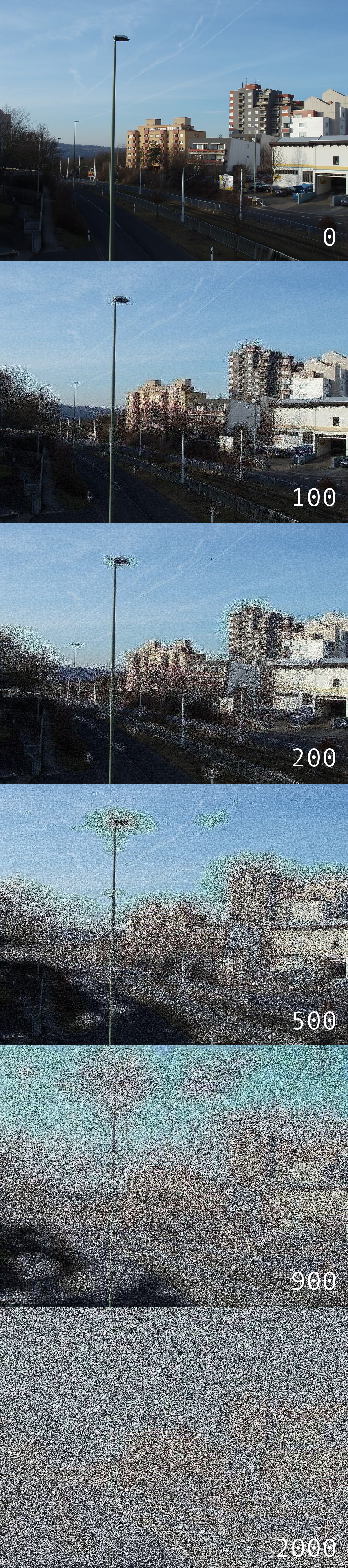
Veszteségek egy szabálytalan, 1021 × 767-es felbontású (a méretei nem oszthatók 16-tal) adott számú derékszögű forgatás és mentés után.
Ezzel szemben a szabályos felbontású képek (színes: mindkét méret 16-tal fekete-fehér: mindkét méret 8-cal osztható), például az 1024 × 768-as méretűek forgatása és mentése megfelelő implementációval veszteségmentes, mivel a blokkok és a kvantálási mátrix is megmarad

Habár a JPEG tömörítés és kitömörítés párosa veszteséges, néhány feldolgozási lépés elvben veszteségmentes:
- A derékszög többszörösével való elforgatás (90 fok, 180 fok, 270 fok)
- Vízszintes és függőleges tükrözések
- Színes képek széléből 16 pixel többszöröseinek megfelelő szélességű csíkok levágása, illetve ugyanez fekete-fehér képek esetén a 8 pixel többszöröseinek megfelelő csíkokkal.

Mindezekhez a lépésekhez elegendő az entrópiakódot és a cikcakkos sorrendet visszafejteni. A műveletek elvégzése után ugyanezeket a műveleteket kell újra elvégezni. Mivel ezek a műveletek nem igénylik a DCT-együtthatók visszafejtését, ezért nincs szükség a veszteséges dekódolás-kódolás párra. A részleges visszafejtéshez azonban a képszerkesztőnek külön modulra van szüksége. A legtöbb képszerkesztő azonban nem tartalmaz ilyen modult.
A részleges ki- és visszatömörítést támogatja az IrfanView és a konzolos Jpegtran program.
Ha egy JPEG kép eredetijének legalább egyik mérete nem osztható 8-cal, akkor a képen a fenti műveletek csak egyszer végezhetők el veszteségmentesen, mivel például forgatáskor a blokkhatárok megváltoznak. Ugyanis a JPEG szabvány csak a kép jobb és alsó szélén enged meg csonka blokkokat. Ha viszont a művelet előtt éppen a csonka blokkokat, és esetleg 8*8-as sávokat vágunk le, akkor a kép szabályos méretűként viselkedik.

## Minőség és rokon formátumok
A JPEG tömörítést a természetes raszteres fényképek és a számítógéppel generált képek számára fejlesztették ki.
A JPEG nem alkalmas a következők tárolására:
- Digitális képek, grafikák hirtelen színátmenetekkel
- Pontonként 1 bitet tartalmazó fekete-fehér képek

A JPEG emellett az átlátszóságot sem kezeli.
Mindezek a képek számára sokkal alkalmasabbak a GIF, PNG vagy a JBIG formátumok.
A minőség utólagos megnövelése nem hozza vissza az elvesztett információkat, de megnöveli az igényelt tárhelyet. A kvantálási mátrixok tetszőlegesek lehetnek, még csak normáltnak sem kell lenniük. Egyes programokban a csúszkával 0 és 100 százalék között állítható minőség a kvantálási mátrixot állítja be. Hogyha a minőség 100%, akkor is végrehajtódik a kvantálás, ami óhatatlanul veszteséget okoz.
Az alábbi képek a különböző minőségi beállítással szerkesztett JPEG képeket hasonlítják össze. A portré mérte 200 × 200, tehát mindkét irányban 8-cal osztható. Tömörítés nélkül 24 bites színmélységgel mérete 120 kilobájt a fejléc és más kísérő információk nélkül. A 8 × 8-as blokkok a 20%-os minőségű kép kinagyított részletén láthatók. Emellett a gyűrűződés is probléma lehet, amit a DCT viselkedése okoz a hirtelen színátmeneteknél.

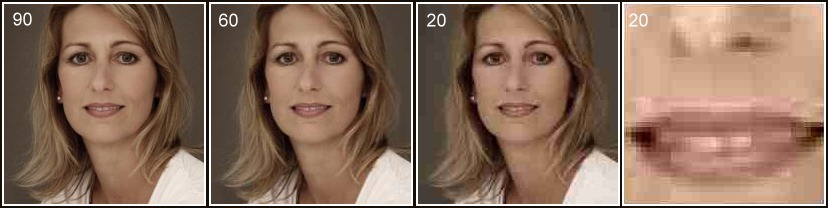
Különböző minőségű JPEG képek: 90, 60, és 20 százalékos minőséggel. A 20%-os minőségű kép részlete kinagyítva

A JPEG transzformáció nem idempotens. Már a kép megnyitása és elmentése is a veszteséges ki- és betömörítés párosát hajtja végre további veszteségekkel.
A professzionális képfeldolgozók, fényképészek, grafikusok ritkán használnak JPEG-et, mivel veszteséges. A tárhely csökkentésével szemben inkább a veszteségmentesség a fontos. Erre példák a TIFF, a BMP, a TGA vagy a PNG. Egy tömörítés nélkül 6 megapixeles kép három alapszínnel és alapszínenként 16 bites mélységgel 36 megabájtos, ami kevéssé csökkenthető, ha a kép sok apró részletet, ködöt vagy zajos. A részletgazdag képek esetén a tömörítési arány általában 50% körüli.
A már meglevő JPEG képek tömörítése további veszteségek nélkül optimalizálható, így a szükséges tárhely csökkenthető. Az ezzel foglalkozó programok akár 25%-kal is csökkenthetik a képfájl méretét.
A filmek tömörítéséhez használt MPEG-1, a hozzá kapcsolódó Motion JPEG kodek és MPEG-2 is a JPEG szabványon alapul. A JPEG továbbfejlesztése a JPEG2000, ami azonban kevéssé terjedt el annak ellenére, hogy jobb tömörítést lehet vele elérni, és más kedvező tulajdonságai vannak. Egy másik továbbfejlesztés a Microsoft JPEG XR, ami csak közvetve, a HD Photo formátumon keresztül alapul a JPEG-re. EZt szintén csak ritkán támogatják.

## Szabadalmi kérdések
Több cég is megtámadott szoftverfejlesztő vállalatokat, amelyek a JPEG képek megtekintésére és szerkesztésére alkalmas programokat adtak ki. A legtöbb szabadalmi igényt megsemmisítették, sőt visszamenőlegesen hatálytalanították is. Ennek ellenére peren kívüli megegyezésekkel milliós bevételekre tesznek szert.

## Implementációk
A libjpeg a JPEG-kodek egy nagyon fontos ingyenes implementációját tartalmazza. Első verziója 1991-ben jelent meg, és kulcsszerepe volt a JPEG elterjedésében. Rengeteg különböző program használja ezt, vagy valamelyik átdolgozott változatát.

## Fordítás
- Ez a szócikk részben vagy egészben  a   JPEG című német Wikipédia-szócikk fordításán alapul.  Az eredeti cikk szerkesztőit annak laptörténete sorolja fel. Ez a jelzés csupán a megfogalmazás eredetét és a szerzői jogokat jelzi, nem szolgál a cikkben szereplő információk forrásmegjelöléseként.

## Lásd még
- képtömörítés

## Külső hivatkozások
- ITU T.81 JPEG tömörítés (angol)
- JFIF File Formátum (angol)